# Movimiento del Niágara

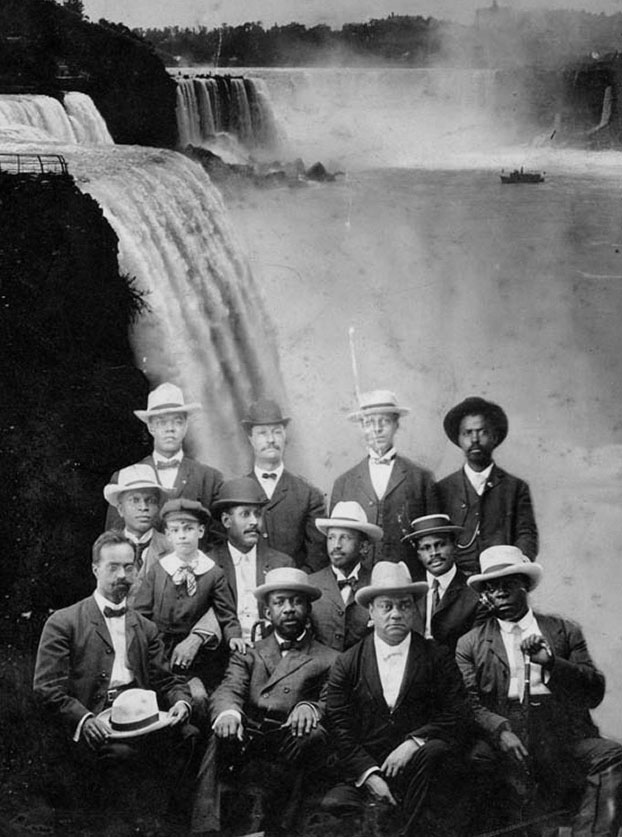
Los fundadores del Movimiento del Niágara en 1905.

El Movimiento del Niágara fue una organización de derechos civiles para negros fundada en 1905 por un grupo liderado por W. E. B. Du Bois y William Monroe Trotter. Fue nombrado así por la "poderosa corriente" de cambio que el grupo quería llevar a cabo y por las Cataratas del Niágara en Canadá, donde tuvo lugar su primera reunión en julio de 1905. Este movimiento fue una convocatoria de oposición a la segregación racial y a la privación de derechos civiles, también se opusieron a las políticas de alojamiento y conciliación promovida por líderes afroamericanos como Booker T. Washington.

## Historia
En julio de 1905 un grupo liderado por W. E. B. Du Bois, John Hope, Fredrick L. McGhee y William Monroe Trotter se reunieron en el Hotel Fort Erie en Fort Erie, Ontario, ciudad ubicada frente a Búfalo, Nueva York, para discutir plenamente acerca de las libertades civiles, el fin de la discriminación racial y el reconocimiento de la fraternidad humana. Existen opiniones diversas acerca de por qué el grupo se reunió en el sur de Ontario. Una leyenda popular, que no se ha justificado con fuentes primarias, es que originalmente habían planeado reunirse en Búfalo, pero no lo hicieron porque se les negó el alojamiento. Y la otra, que es justificada con muchas fuentes primarias, afirma que el plan original era encontrar un lugar tranquilo, fuera del lugar para el evento.
La filosofía del grupo contrastó directamente con las filosofías más conciliadoras que proponían paciencia en vez de militancia. Cincuenta y nueve hombres fueron invitados a esta primera reunión pero solo 29 asistieron. El Movimiento del Niágara eventualmente se dividió en dos comités separados y divididos entre los Estados, estableciendo cabildos en 21 Estados a mediados de septiembre y llegando a 170 miembros en el fin del año. Sin embargo, en 1910 se disolvió debido a la disensión interna y las finanzas débiles del grupo.

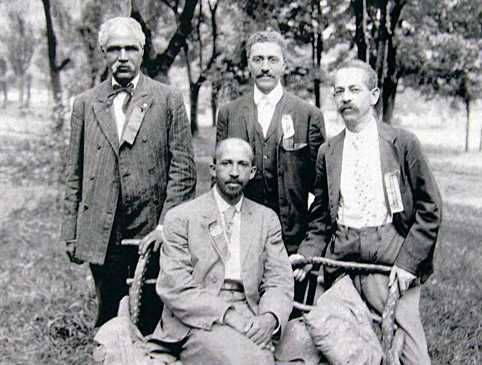
Los líderes del Movimiento del Niágara W. E. B. Du Bois (sentado), y (de izquierda a derecha) J. R. Clifford, L. M. Hershaw, y F. H. M. Murray en Harpers Ferry, Virginia.

Su segunda reunión, sería la primera celebrada en suelo estadounidense, tuvo lugar en Harpers Ferry, Virginia Occidental, el sitio de donde el abolicionista John Brown fue abatido. La reunión de tres días, comenzó el 15 de agosto de 1906 en el campus de la Universidad de Storer (ahora parte del Parque Histórico Nacional de Harpers Ferry), examinaron cómo proteger los derechos civiles de los afroamericanos y más tarde Du Bois la describió como "una de las reuniones más grandes que los negros americanos han realizado". Los asistentes caminaron de la Universidad de Storer a la cercana granja de la familia Murphy, sitio de reubicación de la histórica fortaleza donde John Brown buscó liberar a cuatro millones de esclavos negros alcanzando su sangriento clímax. Una vez allí se quitaron sus zapatos y calcetines para honrar a la tierra sagrada y participaron en una ceremonia de recuerdo.

## Fin del Movimiento del Niágara
El Movimiento del Niágara sufrió una serie de fallas organizativas incluida la falta de financiación y liderazgo central. Además, la oposición de Booker T. Washington obtuvo apoyo fuera del grupo. Luego de los Disturbios raciales de Springfield en 1908, el Movimiento del Niágara admitió a su primer miembro blanco, que fue una trabajadora de asentamiento y socialista llamada Mary White Ovington. En 1911, el restante de los miembros del Movimiento del Niágara se unieron con un número de blancos progresistas para formar la Asociación Nacional Para el Adelanto de las Personas de Color (NAACP).

## Declaración de Principios

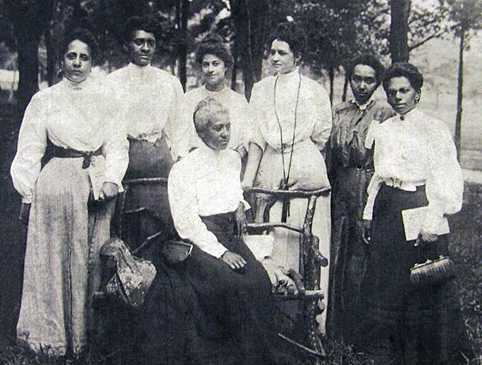
Las mujeres en la Conferencia del Movimiento del Niágara de 1906 en Harpers Ferry: la sra. Gertrude Wright Morgan (sentada) y (de izquierda a derecha) la sra. O.M. Waller, Mrs. H.F.M. Murray, sra. Mollie Lewis Kelan, sra. Ida D. Bailey, señora Sadie Shorter, y la sra. Charlotte Hershaw.

El Movimiento del Niágara publicó su declaración de principios en 1905. El documento fue escrito en gran parte por Du Bois. En este documento la organización reconoce los progresos realizados por los negros y enumeran varias preocupaciones. En primer lugar entre estas preocupaciones estaban el sufragio para las mujeres, la libertad civil, la igualdad de oportunidades económicas, la necesidad de tener barrios y viviendas decentes y el acceso a la educación con igualdad. El movimiento también hizo demandas por un tratamiento igualitario ante la justicia en el sistema judicial estadounidense, incluyendo la eliminación de la discriminación de la selección del jurado y que los castigos y los esfuerzos en la reforma fueran iguales. El grupo también solicitó instalaciones para los niños dependientes, delincuentes juveniles y la abolición del sistema de arrendamiento de convictos. Los empresarios fueron desafiados a proporcionarles a los estadounidenses negros un empleo permanente. Los sindicatos fueron impugnados de manera similar para que dejaran de boicotear a los trabajadores negros. La declaración también llamaba a la nación para que tratara a los soldados negros justamente gratificándolos por su servicio con promociones y que pusiera fin a la restricción de los negros en las academias militares. La nación también fue llamada a aplicar la Decimotercera, Decimocuarta y la Decimoquinta enmiendas a la Constitución de los Estados Unidos.
La declaración de principios también dejó claro que cualquier práctica de segregación y discriminación era intolerable si era desde el gobierno, las empresas o incluso la iglesia cristiana. El documento condena cualquier impresión de asentimiento a la inferioridad y sumisión e indicó un rechazo absoluto a pedir disculpas por quejarse en voz alta y con insistencia diciendo que "la agitación persistente varonil es el camino a la libertad". En el cierre el documento da gracias a quienes prestaron apoyo a la igualdad de oportunidades y se comprometieron a continuar exigiendo los derechos enumerados y a llevar a cabo las siguientes tareas: votar, respetar los derechos de los demás, trabajar, obedecer las leyes, ser limpio y ordenado, enviar a sus hijos a la escuela, y respetarse a sí mismo.